# Zasosna (obwód biełgorodzki)
Zasosna (ros. Засосна) – wieś w Rosji, w obwodzie biełgorodzkim, w rejonie krasnogwardiejskim. W 2010 liczyła 4213 mieszkańców.